# 緋鼠耳蝠
緋鼠耳蝠又名金黄鼠耳蝠，为蝙蝠科鼠耳蝠属的动物。分布于阿富汗、日本、印度、马来西亚、印度尼西亚、尼泊尔、菲律宾、中国、韩国、台湾等地，该物种的模式产地在尼泊尔。
2017年研究人员结合形态学和分子系统发育学方法进行渡濑氏鼠耳蝠（Myotis rufoniger）分类厘定，认为中国大陆文献描述的绯鼠耳蝠（Myotis formosus）实际上是渡濑氏鼠耳蝠。

## 保护
- 中国濒危动物红皮书等级：稀有

## 亚种
- 緋鼠耳蝠江苏亚种（学名：Myotis formosus rufoniger），Tomes于1858年命名。在中国大陆，分布于广西、贵州、安徽、江苏、福建、浙江等地。该物种的模式产地在江苏。[6]
- 緋鼠耳蝠台湾亚种（学名：Myotis formosus flavus），Hodgson于1835年命名。分布于台湾與中國江西。该物种的模式产地在台湾。[7]